# Deus Branco
Deus Branco (em húngaro:  Fehér isten) é um filme húngaro-sueco-alemão de ação, drama e suspense, realizado por Kornél Mundruczó. O filme ganhou o prémio Un certain regard no Festival de Cannes de 2014. Os cachorros do filme foram premiados com o Palme Dog. O filme também foi selecionado para o Melhor filme estrangeiro no Oscar 2015, mas não foi indicado.
O filme foi exibido no Festival de Cannes a 23 de maio de 2014, na Hungria o filme foi lançado a 12 de junho de 2014 e em Portugal a 28 de maio de 2015.

## Sinopse
O filme mostra a história do cão de raça mista Hagen que se muda, junto com sua guardiã Lili e o pai dela. O pai recusa-se a pagar a multa do cão "híbrido", imposta pelo governo e acaba por abandonar o cão. Determinado a encontrar Lili novamente, o cachorro Hagen logo atrai um grande número de seguidores mestiços que começam uma revolta aparentemente organizada, contra os seus opressores humanos.

## Elenco
- Zsófia Psotta como Lili
- Sándor Zsótér como Dániel
- Lili Horváth como Elza
- Szabolcs Thuróczy como o Idoso
- Lili Monori como Bev
- Gergely Bánki como o Apanhador de Cão
- Tamás Polgár como o Apanhador de Cão

## Lançamento
O filme estreou no Festival de Cannes a 17 de maio de 2014, na Hungria em 12 de junho de 2014 e em Portugal em 28 de maio de 2015 sob a distribuição da Alambique Filmes.     

## Reconhecimentos

### Prémios
- Festival de Cannes 2014: selecção « Un certain regard »[15]
  - Un certain regard[16]
  - Palme Dog por Luke e Body
- Festival Europeu de Cinema Fantástico de Estrasburgo (FEFFS) 2014: Octopus d'Or de melhor longa-metragem fantástica internacional[17]

### Indicações
- Festival Internacional de Cinema de Hamburgo 2014: Prémio da Arte Cinematográfica